# Wojna Bizancjum z Ostrogotami
Wojna Bizantyjczyków z Ostrogotami trwała w latach 535–562. Zakończyła się ona porażką Ostrogotów oraz likwidacją ich państwa na terenie Italii.

## Przyczyny
Jednym z głównych powodów wojny było zamordowanie sprawującej władzę w Italii córki Teodoryka Amalasunty przez jej kuzyna Teodahada, z którym dzieliła władzę. Zbrodnia popełniona na Amalusancie stanowiła dla bizantyjskiego cesarza Justyniana okazję do likwidacji władzy Ostrogotów w Italii.

## Pierwsza faza walk
Pierwszym celem wojsk cesarskich było zajęcie Sycylii. Bizantyński wódz Belizariusz zajął wyspę bez oporu ze strony Gotów. To niepowodzenie spowodowało w roku 536 bunt Ostrogotów przeciwko Teodohadowi, który w grudniu tego roku został zamordowany. W jego miejsce Goci obwołali królem wojownika Witigisa, który (w przeciwieństwie do swojego poprzednika) nie należał do królewskiego rodu Amalów. W roku 538 Witigis obległ Rzym, którego nie udało mu się jednak zająć. Udało mu się jednak, wraz z podległymi mu Burgundami zdobyć Mediolan dokonując w mieście masakry mieszkańców. Belizariusz, wykorzystując sukces jakim była udana obrona Rzymu, skierował swoje siły na północ i w roku 541 zdobył Rawennę. W mieście tym pojmał Witigisa, który jako jeniec odesłany został do Konstantynopola. W roku 541 młody Totila stanął na czele Gotów i zdobył Benewent i Neapol. Widząc zagrożenie Justynian odwołał Belizariusza z frontu perskiego i powierzył mu obronę Italii. Nie zapobiegło to jednak zdobyciu Rzymu przez wojska Totili w 546 roku. W następnych latach operacje wojenne toczyły się głównie w południowej Italii. Wszelkie jednak próby kontrofensywy Belizariusza (do roku 549) kończyły się niepowodzeniem ze względu na niesubordynację i zły stan wojsk.

## Kontynuacja konfliktu i zwycięstwo Bizantyńczyków
Pokonanego Belizariusza Justynian odwołał z Italii. Prawdopodobnie, obawy dworu w Konstantynopolu, budzić mogła coraz silniejsza pozycja wodza. Nowym dowódcą, wyznaczonym do obrony był eunuch Narses, jeden z najzdolniejszych współpracowników cesarza. Narses na czele 30 000 ludzi rozbił armię Gotów pod Busta Gallorum w roku 552. W bitwie śmierć poniósł Totila ugodzony włócznią przez wodza Gepidów Asbada. Następnie walki przeniosły się do Kampanii. Na czele Gotów stanął Teja, który poniósł rychło śmierć w bitwie pod Cumae, w bitwie pod Mons Lactarius w roku 552. Dwa lata później Narses rozbił ostatecznie wojska Gotów pod Kapuą.
Walki trwały jeszcze kilka lat, ale ograniczały się głównie do zdobywania twierdz będących w posiadaniu niedobitków armii Gotów. Ostatnim miastem w rękach Gotów była Werona, która padła dopiero w 561 roku.

## Konsekwencje
Italia w toku wieloletnich walk została doszczętnie zrujnowana. Oprócz zniszczeń materialnych, nastąpił znaczny spadek liczby ludności. Przyczyniła się do tego również epidemia dżumy, zwanej dżumą Justyniana, która wystąpiła na tym obszarze w roku 547. Longobardowie Alboina, którzy wspierali Bizantyjczyków w podboju Italii, wykorzystali słabość nowych władz i od roku 568 rozpoczęli podbój półwyspu Apenińskiego.

Mapa posiadłości Bizantyńskich w roku 575

## Ważniejsze bitwy
- 535 Oblężenie Panormus
- 535 Bitwa pod Splitem
- 536 Oblężenie Neapolu
- 537 Bitwa pod Perugią
- 537 Bitwa pod Skardo
- 537 Bitwa pod Nornia
- 538 Oblężenie Rzymu
- 538 Bitwa pod Ticinum
- 538 Bitwa pod Ankoną
- 539 Oblężenie Mediolanu
- 539 Bitwa pod Dertoną
- 540 Bitwa pod Tarusium
- 541 Bitwa pod Farentią
- 542 Bitwa pod Mucellis
- 544 Masakra w Tibur
- 545 Bitwa pod Bolonią (Bononia)
- 546 Oblężenie Piacenzy
- 547 Masakra w Spoletium
- 547 Szturm Rzymu
- 547 Bitwa pod Kapuą
- 547 Bitwa pod Brundisium
- 549 Masakra w Mikuron
- 549 Bitwa pod Lauretą
- 549 Oblężenie Rzymu
- 550 Szturm Regium
- 551 Bitwa morska pod Sena Gallica (ob. Sanigaglia – zwycięstwo floty bizantyńskiej pod wodzą Narsesa nad siłami morskimi Gotów)
- 551 Bitwa pod Caranalis
- 552 Bitwa pod Busta Gallorum
- 552 Bitwa pod Mons Lactarius
- 554 Bitwa pod Kapuą